# Савченко Вячеслав Іванович
Вячесла́в Іва́нович Са́вченко (нар. 18 лютого 1969 року, м. Миколаїв) — український письменник, військовик, генерал-майор. Член Національної спілки журналістів України.

## Життєпис
Вячеслав народився в Миколаєві, навчався в школі-інтернаті спортивного профілю, який закінчив 1986 року. Кандидат у майстри спорту з академічного веслування. Вищу освіту здобув у Національній юридичній академії України імені Ярослава Мудрого (1996, заочно), правознавець.
Трудову діяльність розпочав слюсарем у Миколаєві 1987 року. Строкову армійську службу пройшов у прикордонних військах на Закавказзі (1987—1989). Зробив кар'єру в органах державної безпеки (1989—2014), служив у Миколаєві спочатку як помічник коменданта, згодом на офіцерських посадах у системі Служби безпеки України; з 27.03.2010 — начальник Управління СБУ в Херсонській області (на посаді по 01.09.2013). Військове звання генерал-майор присвоєно 24.08.2011. Звільнений з військової служби в запас за власним бажанням 25.12.2014.
З листопада 2015 року по січень 2016-го служив добровольцем на Сході України як інструктор (без військового звання) у батальйоні патрульної служби поліції спеціального призначення «Миколаїв», перебував на ротаціях у секторах «А» і «М».
Від березня 2016 року до вересня 2017-го — інструктор батальйону Національної гвардії України в Херсоні. З жовтня 2016 року по листопад 2018-го — позаштатний радник голови Херсонської обласної ради з питань безпеки та оборони, брав активну участь у діяльності підрозділів територіальної оборони області.
З лютого 2022 року — вояк-доброволець у Збройних силах України.
Живе в Херсоні. Дружина — Оксана. Діти: сини Ігор, Валерій, доньки Аліна, Ярослава.

## Творчість
Автор трьох романів, написаних російською мовою: «Морской узел» (2018), «Морской узел-2. Бремя ангелов» (2020) та «Морской узел-3. Слезы ангелов» (2022). Друга й третя книжки — це логічне продовження першого літературного твору.
Має хобі, пов'язані з художньою творчістю: блогер, фотомитець. Переможець в одній з номінацій V Щорічного конкурсу блогерів і громадських журналістів Херсонщини від співтовариства «Інформпростір Херсонщини» за постійну авторську рубрику «Хроніки хунти», яку вів на своїй сторінці в соцмережі Facebook (2015).
Учасник кінофестивалю «Золота панда» (Китай) з фотофільмом «Сузір'я тигра».

## Нагороди, відзнаки
- орден Данила Галицького (2012)
- медаль «За бездоганну службу» (2005)
- Премія імені Богдана Хмельницького за краще висвітлення військової тематики у творах літератури та мистецтва (2019)[5]
- почесна відзнака Оперативно-тактичного угруповання «Маріуполь» «За оборону Маріуполя» (2016)

Нагороджений медалями, іншими відомчими заохочувальними відзнаками СБУ.